# باري هايليز
باري هايليز (بالإنجليزية: Barry Hayles)‏ (17 أبريل 1972 جامايكا) هو لاعب كرة قدم جامايكي يلعب كمهاجم.

## روابط خارجية
- باري هايليز على موقع قاعدة بيانات كرة القدم.إي يو (الإنجليزية)
- باري هايليز على موقع ناشيونال فوتبول تيمز (الإنجليزية)
- باري هايليز على موقع Soccerbase.com (لاعب) (الإنجليزية)
- باري هايليز على موقع عالم كرة القدم.نت (الإنجليزية)